# Sociaal-Democratische Fractie in de Bondsvergadering
De Sociaal-Democratische Fractie in de Bondsvergadering (Duits: Sozialdemokratische Fraktion (S), Frans: Groupe socialiste (S), Italiaans: Gruppo socialista (S)), is de sociaaldemocratische fractie in de Zwitserse Bondsvergadering.

## Fractie
De Sociaal-Democratische Fractie telt 55 zetels in de Bondsvergadering en bestaat alleen uit leden van de Sociaal-Democratische Partij van Zwitserland (SP/PS/PS/PS).

## Positionering
De Sociaal-Democratische Fractie in de Bondsvergadering is een sociaaldemocratische en progressieve fractie.

## Zetelverdeling
| Partij                                       | Nationale Raad | Kantonsraad |
| -------------------------------------------- | -------------- | ----------- |
| Sociaal-Democratische Partij van Zwitserland | 43             | 12          |
| Totaal                                       | 43             | 12          |